# Колорадо Эвеланш
«Колора́до Э́веланш» (англ. Colorado Avalanche) — профессиональный хоккейный клуб, выступающий в Национальной хоккейной лиге. Трёхкратный обладатель Кубка Стэнли (1996, 2001, 2022) и Президентского Кубка (1997, 2001, 2021). Клуб базируется в городе Денвер, штат Колорадо, США.

## История

### Квебек Нордикс
Клуб «Квебек Нордикс» был создан в 1972 году и стал одной из 12 команд созданной годом ранее Всемирной хоккейной ассоциации. Изначально планировалось, что команда будет играть в Сан-Франциско и называться «Сан-Франциско Шаркс», но ещё до старта первого сезона ВХА у калифорнийских бизнесменов возникли финансовые проблемы, и квебекские предприниматели проявили инициативу и перевели клуб в свой город. Первым тренером команды стал Морис Ришар. 11 октября 1972 года «Нордикс» провели свой первый матч, в котором уступили команде «Кливленд Крусейдерс» 0:3. Ришар вскоре заявил, что тренерский пост не для него, и покинул команду.
В 1975 году «Нордикс» играли в финале плей-офф ВХА, где уступили «Хьюстон Эйрос». В 1977 году, обыграв в финале «Виннипег Джетс», «Нордикс» завоевали Кубок АВКО — главный трофей лиги.
В 1979 году после прекращения существования ВХА «Нордикс» и ещё три клуба ВХА влились в НХЛ. В первом сезоне команда оказалась в числе аутсайдеров, а в следующем сезоне пробилась в плей-офф, где проиграла в предварительном раунде «Филадельфии» в пяти матчах. В те годы за команду играли три брата-словака — Антон, Мариан и Петер Штястны. В это время между «Квебеком» и «Монреалем» завязалось непримиримое соперничество, так называемая «битва за (провинцию) Квебек». «Квебек» всегда был в тени именитых соседей и желал победить их любой ценой. С 1979 по 1995 год «Канадиенс» и «Нордикс» 5 раз встречались в плей-офф, преимущество по общему счёту серий осталось на стороне «Монреаля» (3—2).
Весной 1982 года соседи-соперники встретились в первом раунде плей-офф. «Монреаль» закончил регулярный сезон, имея на 43 очка больше, чем «Квебек», но в плей-офф «Нордикс» обыграли «Канадиенс» в пяти матчах. «Квебек» в тот год был остановлен «Айлендерс» в финале конференции.
В 1985 году «Квебек» одержал свою вторую и последнюю победу над «Монреалем» в розыгрыше Кубка Стэнли в семи матчах. Победный гол в овертайме последнего матча забил Петер Штястны.
В 1981—1987 гг. «Нордикс» постоянно выступали в плей-офф, дважды доходя до финала конференции. В 1988—1992 гг. «Нордикс» были одним из худших клубов лиги. При этом в команде в те годы доигрывал известный по выступлениям за «Монреаль» местный уроженец Ги Лафлёр.
Последние места в НХЛ в те годы обернулись для «Нордикс» правом выбора одними из первых на драфте. Команда приобрела нескольких талантливых молодых хоккеистов — Джо Сакика в 1987 году, Матса Сундина в 1989, Оуэна Нолана в 1990, Эрика Линдроса в 1991. Линдрос отказался подписывать контракт с «Нордикс», и те были вынуждены обменять его в «Филадельфию» на нескольких игроков, две возможности первого выбора на драфтах и 15 млн долларов. Полученная компенсация оказала значительное влияние на игру команды, клуб в сезоне 1992/93 улучшил свои показатели вдвое, с 52 очков в сезоне 1991/92 до 104 очков. Однако в первом раунде плей-офф сезона 1992/93 «Квебек» уступил «Монреалю» в шести матчах.
В сезоне 1993/94 команда не вышла в плей-офф. В следующем, укороченном сезоне «Нордикс» были одними из лидеров регулярного первенства, однако в четвертьфинале конференции проиграли команде «Рейнджерс» в 6 матчах. Этот сезон стал для «Нордикс» последним — тяжёлое финансовое положение клуба вынудило его руководство продать его.

### Колорадо Эвеланш
1 июля 1995 года было объявлено о переезде в Денвер, а клуб был переименован в «Колорадо Эвеланш». Первый же сезон на новом месте стал успешным. В течение регулярного сезона «Эвеланш» провели ряд обменов, существенно усиливших команду. Из «Нью-Джерси» был получен Клод Лемьё, из «Сан-Хосе» — Сандис Озолиньш (в обмен на Нолана), из «Монреаля» — вратарь Патрик Руа. «Эвеланш» завершили сезон на втором месте в Западной конференции. В плей-офф в финале конференции они уверенно переиграли главных соперников из «Детройта» в шести матчах. В финале плей-офф «Колорадо» в четырёх играх одолел клуб «Флорида Пантерз» и завоевал свой первый Кубок Стэнли. Лучшим в плей-офф в тот год руководство НХЛ признало капитана «Эвеланш» Джо Сакика. Отлично отыграли тот сезон и другие лидеры команды — Петер Форсберг, Валерий Каменский, Патрик Руа, Сандис Озолиньш, Клод Лемьё, Адам Дэдмарш.
В сезоне 1996/97 «Колорадо» со 107 очками занял общее первое место в регулярном чемпионате, но проиграл в третьем раунде плей-офф «Детройту» в 6 матчах. В сезоне 1997/98, заняв первое место в своём дивизионе, «Эвеланш» проиграли в первом раунде Кубка Стэнли «Эдмонтону» в 7 матчах.
В сезоне 1998/99 «Колорадо» дошёл до финала конференции, вёл в серии против «Далласа» 3:2, но уступил 3:4. По итогам сезона игрок «Эвеланш» Крис Друри был назван лучшим новичком НХЛ, а Петер Форсберг попал в первый состав «всех звёзд» лиги.
На следующий сезон команда значительно усилилась благодаря приобретению защитника-ветерана из «Бостона» Рэя Бурка. В плей-офф «Эвеланш» довольно легко обыграли «Финикс» и «Детройт», но в финале Западной конференции уступили в семи матчах всё тому же «Далласу».
В июне 2001 года, обыграв «Нью-Джерси Девилз» в 7-матчевой финальной серии, «Эвеланш» во второй раз стали обладателями Кубка Стэнли. Лучшим игроком плей-офф того года был признан голкипер Патрик Руа, а Джо Сакик, 31-летний капитан «Колорадо», стал самым ценным игроком НХЛ по итогам регулярного сезона. При этом в последних двух раундах плей-офф «Эвеланш» играли без Петера Форсберга, которому удалили селезёнку.
В сезоне 2001/02 «Колорадо» оступился в шаге от финала Кубка Стэнли, проиграв в седьмом матче финала Западной конференции «Детройту» со счётом 0:7.
По ходу следующего сезона новым тренером «Эвеланш» стал Тони Гранато. «Колорадо» отлично финишировал в регулярном чемпионате, в восьмой раз подряд (рекорд НХЛ) став чемпионом своего дивизиона, но в плей-офф неожиданно уступил «Миннесоте Уайлд» в семи матчах, хотя и вёл в серии 3:1.
Несмотря на завершение карьеры Патрика Руа, «Эвеланш» имели большие планы на сезон 2003/04. Атака команды усилилась Полом Карией и Теему Селянне, однако команда, не показав стабильной игры, не сумела снова выиграть титул чемпиона дивизиона, а в плей-офф выбыла из борьбы во втором раунде, проиграв «Сан-Хосе Шаркс» в шести матчах.
Ввод «потолка зарплат» в 2005 году сильно ударил по «лавинам», обычно не считавшим затрат на контракты хоккеистов. Летом 2005 года «Эвеланш» не сумели найти места в своём бюджете для Петера Форсберга и Адама Фута. Первый ушёл в «Филадельфию», второй — в «Коламбус». Неуверенная игра вратарей заставила руководство команды приобрести Жозе Теодора из «Монреаля». Разыгравшись под конец сезона, «Колорадо» в первом раунде обыграл в пяти матчах «Даллас», но затем в четырёх играх уступил «Анахайму». После неудачи в серии с «Анахаймом» ушёл в отставку генеральный менеджер команды Пьер Лакруа, занимавший эту должность с 1994 г. (с учётом года на этом посту в «Нордикс»).
В следующем сезоне команда впервые с момента переезда в Денвер не смогла попасть в плей-офф, заняв 9-е место на Западе. Однако уже через год «Колорадо» снова участвовал в розыгрыше Кубка Стэнли, дойдя до второго раунде, где уступили «Детройту» со счётом 0-4. По окончании сезона главный тренер команды Джоэль Кенневилль покинул занимаемую должность, на чьё место снова был нанят Тони Гранато, который в сезоне 2008/09 не смог вывести клуб в плей-офф, после чего его сменил Джо Сакко. Также этот сезон стал последним в карьере для Джо Сакика.
В сезоне 2009/10 «Колорадо» со 2-го места в своём дивизионе вышел в плей-офф, где в первом же раунде в шести матчах уступил «Сан-Хосе Шаркс». Далее последовало для «Эвеланш» три сезона подряд без плей-офф. Неудачные сезоны позволили команде получить высокие драфт-пики и начать перестройку команды. Так на драфте 2011 года «Колорадо» под общим 2-м номером выбрал шведского нападающего Габриэля Ландескуга, а в 2013 под общим 1-м номером нападающего Натана Маккиннона.
Перед сезоном 2013/14 команду возглавил её бывший вратарь Патрик Руа. Под его руководством «Колорадо» набрал 112 очков и занял 1-е место в Центральном дивизионе, однако в плей-офф «лавин» снова ждала неудача, уступив в первом раунде «Миннесоте» со счётом 3-4. По итогам сезона Патрик Руа получил приз лучшему тренеру года «Джек Адамс Эворд».
В сентябре 2014 года на пост генерального менеджера был назначен Джо Сакик. Однако результаты команды снова пошли вниз. После пропуска трёх плей-офф подряд, Патрик Руа был освобождён от должности главного тренера, на чьё место пришёл Джаред Беднар. Сезон 2016/2017 стал худшим в истории команды, «Колорадо» набрал только 48 очков и с большим отрывом занял последнее место в лиге. Однако за счёт высоких выборов на драфте, «Эвеланш» усилились нападающим Микко Рантаненом (общий 10-й выбор в 2015) и защитником Кейлом Макаром (общий 4-й выбор в 2017). Уже на следующий сезон клуб возвращается в плей-офф, где уступает в первом раунде победителю регулярного чемпионата «Нэшвилл Предаторз» со счётом 2-4. Через год «Колорадо» впервые с 2008 года проходит первый раунд, обыграв в пяти матчах «Калгари Флэймз», но во втором раунде уступает в упорной серии со счётом 3-4 «Сан-Хосе».
Регулярный чемпионат 2019/20 не был доигран из-за пандемии коронавируса, а сезон был прерван более чем на 4 месяца и возобновлён 1 августа 2020 года со стадии плей-офф с участием 24 команд. В квалификационном раунде плей-офф «Колорадо» занял 2-е место на Западе и вышел на «Аризону Койотис» в первом раунде, которую обыграл в пяти матчах. В втором раунде «лавины» встретились с «Даллас Старз» и проигрывая по ходу серии со счётом 1-3, команда смогла сравнять счёт в серии. В седьмом матче противостояния за 3:40 до финальной сирены хоккеисты «Колорадо» вели со счётом 4:3, однако уже через 10 секунд нападающий «Старз» Йоэль Кивиранта сравнял счёт и перевёл игру в овертайм, где всё тот же Кивиранта забросил победную шайбу и выбил «Колорадо» из розыгрыша Кубка Стэнли.
Из-за продолжавшейся пандемии коронавируса, лига в сезоне 2020/21 перешла на новый формат проведения чемпионата, изменив составы дивизионов и упразднив конференции. Регулярный чемпионат стартовал 13 января 2021 года, в котором команды проводили по 56 матчей только со своими соперниками по дивизиону. «Колорадо Эвеланш» был определён в Западный дивизион вместе с «Анахайм Дакс», «Аризоной Койотис», «Вегас Голден Найтс», «Лос-Анджелес Кингз», «Миннесотой Уайлд», «Сан-Хосе Шаркс» и «Сент-Луис Блюз». По итогам регулярного чемпионата «Колорадо» выиграл 3-й в своей истории Президентский кубок. Из-за проблем с пересечением канадско-американской границы в условиях пандемии коронавируса, первые два раунда розыгрыша плей-офф игрались внутри дивизионов. Соперником «Эвеланш» по первому раунду стал «Сент-Луис Блюз», который был обыгран со счётом 4-0. Во втором раунде «Колорадо» встретился с «Вегасом». Поведя в серии со счётом 2-0, «лавины» уступили в следующих четырёх матчах и проиграли серию со счётом 2-4.
В сезоне 2021/22 НХЛ вернулась к привычному формату проведения чемпионата. По итогам регулярного чемпионата «Колорадо Эвеланш» набрал 119 очков и занял 1-е место в Западной конференции. В первом раунде плей-офф «Колорадо» «в сухую» обыграл «Нэшвилл Предаторз», во втором раунде в шести матчах «Сент-Луис Блюз», а в финале Западной конференции был обыгран «Эдмонтон Ойлерз» со счётом 4-0. Соперником «Эвеланш» по финалу стал чемпион последних двух лет «Тампа-Бэй Лайтнинг», который был обыгран в шести матчах. Спустя 21 год «Колорадо Эвеланш» завоевал 3-й в своей истории Кубок Стэнли, выиграв три финала из трёх. Самым ценным игроком плей-офф был признан защитник чемпионов Кейл Макар.

## Статистика
Сокращения: И = сыгранные матчи в регулярном чемпионате, В = победы, П = поражения, ПО = поражения в овертаймах, ШЗ = забитые шайбы, ШП = пропущенные шайбы, Место = место, занятое в указанном дивизионе по итогам регулярного чемпионата, Плей-офф = результат выступления в плей-офф
| Сезон   | И  | В  | П  | ПО | Очки | ШЗ  | ШП  | Место          | Плей-офф |
| 2018/19 | 82 | 38 | 30 | 14 | 90   | 260 | 246 | 5, Центральный | победа в 1-м раунде, 4-1 («Калгари») поражение во 2-м раунде, 3-4 («Сан-Хосе»)                                                                                             |
| 2019/20 | 70 | 42 | 20 | 8  | 92   | 237 | 191 | 2, Центральный | победа в 1-м раунде, 4-1 («Аризона») поражение во 2-м раунде, 3-4 («Даллас»)                                                                                               |
| 2020/21 | 56 | 39 | 13 | 4  | 82   | 197 | 133 | 1, Западный    | победа в 1-м раунде, 4-0 («Сент-Луис») поражение во 2-м раунде, 2-4 («Вегас»)                                                                                              |
| 2021/22 | 82 | 56 | 19 | 7  | 119  | 312 | 234 | 1, Центральный | победа в 1-м раунде, 4-0 («Нэшвилл») победа во 2-м раунде, 4-2 («Сент-Луис») победа в финале Конференции, 4-0 («Эдмонтон») победа в финале Кубка Стэнли, 4-2 («Тампа-Бэй») |
| 2022/23 | 82 | 51 | 24 | 7  | 109  | 280 | 226 | 1, Центральный | поражение в 1-м раунде, 3-4 («Сиэтл») |
| 2023/24 | 82 | 50 | 25 | 7  | 107  | 304 | 254 | 3, Центральный | победа в 1-м раунде, 4-1 («Виннипег») поражение во 2-м раунде, 2-4 («Даллас»)                                                                                              |
| 2024/25 | 82 | 49 | 29 | 4  | 102  | 277 | 234 | 3, Центральный | поражение в 1-м раунде, 3-4 («Даллас») |

## Команда

### Текущий состав
| №                         | Игрок                  | Страна                    | Хват    | Дата рождения             | Рост (см) | Вес (кг) | Средняя зарплата ($) | Контракт до |
| Вратари                   | Вратари                | Вратари                   | Вратари | Вратари                   | Вратари   | Вратари  | Вратари              | Вратари     |
| ------------------------- | ---------------------- | ------------------------- | ------- | ------------------------- | --------- | -------- | -------------------- | ----------- |
| 39                        | Маккензи Блэквуд       | Канада                    | Левый   | 6 декабря 1996 (28 лет)   | 193       | 102      | 5,250,000            | 2029/30     |
| 41                        | Скотт Уэджвуд          | Канада                    | Левый   | 14 августа 1992 (32 года) | 188       | 94       | 1,500,000            | 2025/26     |
| 50                        | Трент Майнер           | Канада                    | Левый   | 5 февраля 2001 (24 года)  | 185       | 84       | 775,000              | 2026/27     |
| Защитники                 |                        |                           |         |                           |           |          |                      |             |
| -                         | Брент Бёрнс            | Канада                    | Правый  | 9 марта 1985 (40 лет)     | 196       | 104      | 1,000,000            | 2025/26     |
| 3                         | Джон Людвиг            | Чехия                     | Левый   | 2 августа 2000 (25 лет)   | 185       | 93       | 775,000              | 2024/25     |
| 4                         | Джейкоб Макдональд     | Соединённые Штаты Америки | Левый   | 26 декабря 1993 (31 год)  | 183       | 93       | 775,000              | 2025/26     |
| 5                         | Такер Пулман           | Соединённые Штаты Америки | Правый  | 8 июня 1993 (32 года)     | 193       | 98       | 2,500,000            | 2024/25     |
| 6                         | Эрик Джонсон           | Соединённые Штаты Америки | Правый  | 21 марта 1988 (37 лет)    | 193       | 102      | 1,000,000            | 2024/25     |
| 7                         | Девон Тэйвз            | Канада                    | Левый   | 21 февраля 1994 (31 год)  | 185       | 87       | 7,250,000            | 2030/31     |
| 8                         | Кейл Макар — А         | Канада                    | Правый  | 30 октября 1998 (26 лет)  | 180       | 85       | 9,000,000            | 2026/27     |
| -                         | Ронни Аттард           | Соединённые Штаты Америки | Правый  | 20 марта 1999 (26 лет)    | 193       | 95       | 775,000              | 2025/26     |
| 42                        | Джош Мэнсон            | Канада                    | Правый  | 7 октября 1991 (33 года)  | 190       | 99       | 3,950,000            | 2027/28     |
| 49                        | Самюэль Жирар          | Канада                    | Левый   | 12 мая 1998 (27 лет)      | 178       | 73       | 5,000,000            | 2026/27     |
| 67                        | Китон Миддлтон         | Канада                    | Левый   | 10 февраля 1998 (27 лет)  | 197       | 109      | 775,000              | 2026/27     |
| 70                        | Сэм Малински           | Соединённые Штаты Америки | Правый  | 27 июля 1998 (27 лет)     | 180       | 86       | 1,400,000            | 2025/26     |
| Левые крайние нападающие  |                        |                           |         |                           |           |          |                      |             |
| 38                        | Чейз Брэдли            | Соединённые Штаты Америки | Левый   | 9 января 2002 (23 года)   | 180       | 82       | 872,500              | 2025/26     |
| 48                        | Тай Фелхабер           | Канада                    | Левый   | 5 августа 1998 (27 лет)   | 180       | 84       | 775,000              | 2025/26     |
| 62                        | Арттури Лехконен       | Финляндия                 | Левый   | 4 июля 1995 (30 лет)      | 181       | 80       | 4,500,000            | 2026/27     |
| 75                        | Даниил Гущин           | Россия                    | Левый   | 20 марта 1998 (27 лет)    | 178       | 82       | 775,000              | 2025/26     |
| 92                        | Габриэль Ландескуг — К | Швеция                    | Левый   | 23 ноября 1992 (32 года)  | 184       | 98       | 7,000,000            | 2028/29     |
| 94                        | Йоэль Кивиранта        | Финляндия                 | Левый   | 23 марта 1996 (29 лет)    | 179       | 80       | 1,250,000            | 2025/26     |
| Центрфорварды             |                        |                           |         |                           |           |          |                      |             |
|                           | Захар Бардаков         | Россия                    | Левый   | 24 февраля 2001 (24 года) | 189       | 90       | 867,500              | 2025/26     |
| 9                         | Ти Джей Тайнэн         | Соединённые Штаты Америки | Правый  | 25 февраля 1992 (33 года) | 173       | 75       | 775,000              | 2025/26     |
| 11                        | Брок Нельсон           | Соединённые Штаты Америки | Левый   | 15 октября 1991 (33 года) | 191       | 93       | 7,500,000            | 2027/28     |
| 17                        | Паркер Келли           | Канада                    | Левый   | 14 июня 1999 (26 лет)     | 180       | 76       | 825,000              | 2025/26     |
| 18                        | Джек Друри             | Соединённые Штаты Америки | Левый   | 3 февраля 2000 (25 лет)   | 180       | 79       | 1,725,000            | 2025/26     |
| 20                        | Росс Колтон            | Соединённые Штаты Америки | Левый   | 11 сентября 1996 (28 лет) | 183       | 95       | 4,000,000            | 2026/27     |
| 27                        | Алекс Барре-Буле       | Канада                    | Левый   | 21 мая 1997 (28 лет)      | 178       | 77       | 775,000              | 2025/26     |
| 29                        | Натан Маккиннон — А    | Канада                    | Правый  | 1 сентября 1995 (29 лет)  | 183       | 93       | 12,600,000           | 2030/31     |
| 36                        | Мэттью Стинбург        | Канада                    | Правый  | 7 октября 2000 (24 года)  | 185       | 83       | 775,000              | 2025/26     |
| 45                        | Гэвин Бриндли          | Соединённые Штаты Америки | Правый  | 5 октября 2004 (20 лет)   | 175       | 71       | 950,000              | 2025/26     |
| 82                        | Иван Иван              | Чехия                     | Левый   | 20 августа 2002 (22 года) | 183       | 86       | 845,000              | 2025/26     |
| 85                        | Никита Прищепов        | Россия                    | Левый   | 20 февраля 2004 (21 год)  | 185       | 88       | 806,667              | 2026/27     |
| 88                        | Мартин Нечас           | Чехия                     | Правый  | 15 января 1999 (26 лет)   | 185       | 76       | 6,500,000            | 2025/26     |
| 93                        | Жан-Люк Фуди           | Канада                    | Правый  | 13 мая 2002 (23 года)     | 180       | 80       | 847,500              | 2024/25     |
| Правые крайние нападающие |                        |                           |         |                           |           |          |                      |             |
| 13                        | Валерий Ничушкин       | Россия                    | Левый   | 4 марта 1995 (30 лет)     | 193       | 93       | 6,125,000            | 2029/30     |
| 14                        | Крис Вагнер            | Соединённые Штаты Америки | Правый  | 27 мая 1991 (34 года)     | 183       | 88       | 775,000              | 2024/25     |
| 25                        | Логан О’Коннор         | Соединённые Штаты Америки | Правый  | 14 августа 1996 (28 лет)  | 183       | 79       | 2,500,000            | 2030/31     |
| 54                        | Мэттью Филлипс         | Канада                    | Правый  | 6 апреля 1998 (27 лет)    | 170       | 70       | 775,000              | 2024/25     |

### Штаб
| Должность            | Имя             | Страна                    | Дата рождения             | В должности |
| -------------------- | --------------- | ------------------------- | ------------------------- | ----------- |
| Генеральный менеджер | Крис Макфарленд | Соединённые Штаты Америки | 28 марта 1970 (55 лет)    | с 2022 года |
| Главный тренер       | Джаред Беднар   | Канада                    | 28 февраля 1972 (53 года) | с 2016 года |
| Помощник тренера     | Нолан Пратт     | Канада                    | 14 августа 1975 (49 лет)  | с 2016 года |
| Помощник тренера     | Дэйв Хэкстол    | Канада                    | 30 июля 1968 (57 лет)     | с 2025 года |
| Тренер вратарей      | Юсси Парккила   | Финляндия                 | 13 мая 1977 (48 лет)      | с 2017 года |

### Неиспользуемые номера
- 19 — Джо Сакик, центральный нападающий (капитан) (1988—2009). Выведен из обращения 1 октября 2009 года.
- 21 — Петер Форсберг, центральный нападающий (1994—2004, 2008, 2010). Выведен из обращения 8 октября 2011 года.
- 23 — Милан Гейдук, правый крайний нападающий (1998—2013). Выведен из обращения 6 января 2018 года.
- 33 — Патрик Руа, вратарь (1995—2003). Выведен из обращения 28 октября 2003 года.
- 52 — Адам Фут, защитник (1995—2004, 2007—2011). Выведен из обращения 2 ноября 2013 года.
- 77 — Рэй Бурк, защитник (2000—2001). Выведен из обращения 24 ноября 2001 года.

Ранее в «Квебек Нордикс»
- 3 — Жан-Клод Трамбле, защитник
- 8 — Марк Тардиф, левый крайний
- 16 — Мишель Гуле, левый крайний
- 26 — Петер Штястны, центральный нападающий

## Индивидуальные рекорды
Включая «Квебек Нордикс»
- Наибольшее количество очков за сезон: Натан Маккиннон — 140 (51+89 в 2023/24)
- Наибольшее количество заброшенных шайб за сезон: Мишель Гуле — 57 (1982/83)
- Наибольшее количество результативных передач за сезон: Петер Штястны — 93 (1981/82)
- Наибольшее количество штрафных минут за сезон: Горд Доннелли — 301 (1987/88)
- Наибольшее количество очков, набранных защитником за один сезон: Кейл Макар — 90 (21+69 в 2023/24)
- Наибольшее количество «сухих» игр за сезон: Патрик Руа — 9 (2001/02)
- Наибольшее количество вратарских побед за сезон: Семен Варламов — 41 (2013/14)